# 中居正広のボクらはみんな生きている
『中居正広のボクらはみんな生きている』（なかいまさひろのボクらはみんないきている）は、フジテレビ系列局で放送されていたクイズバラエティ番組である。中居正広の冠番組であり司会も担当。「ボク生き」と略称される。

## 出演者
○は第1期のみ、△は第2期のみ。

### 司会
- 中居正広（当時SMAP）
- アクセル（アシスタント役のチンパンジー）○

### レギュラー
- 岸本加世子
- 菅野美穂
- ココリコ
- 鈴木紗理奈 ※第2期では準レギュラー
- 生田斗真（当時ジャニーズJr.）○
- つぶやきシロー○

### 準レギュラー
- 岸田健作△
- 鈴木史朗△
- ガッツ石松△

ほか

## 沿革

### 第1期『中居正広のボクらはみんな生きている』
1997年10月29日から1998年9月16日まで、毎週水曜日19:30 - 20:00に放送していた。
2週で1回分という扱いで、毎回テーマとなっている動物のVTRからクイズを出題。特番では、動物に扮した中居や鈴木に対する子供のリアクションからも出題された。
各回、1人のゲスト解答者が、テーマの動物に関するクイズを「お助け隊」（岸本、菅野、生田、鈴木、ココリコ、つぶやきシローの中から毎回4名）の意見を参考にして答えを出していく。岸本と生田の正解率は特に高く、中居やゲストから信頼されていた。一方ココリコは正解率が悪くあまり信頼されていなかった。
全問終了時、正解数に応じた賞品を解答者が獲得。
原由子（サザンオールスターズ）と香取慎吾（SMAP）のデュエット「みんないい子」がエンディングテーマとして流されていた。

### 第2期『中居正広のボク生きII』
1998年10月31日から1999年3月20日まで、毎週土曜日19:00 - 19:30頃に『サタスマ』の中居が担当する前半パートという形で放送
解答者は2人1組の4組による対抗戦に変更。お助け隊制度等が廃止された。
「人間の限界に挑む」としてテーマも動物から人間に変更。ただし動物をテーマとした早押し問題なども数問継続して出題された。
最終問題は「ボク生きドカン大作戦」（笑っていいともでかつて放送されたコーナー、「恐怖のドカン大作戦」のボク生きII版）が出題され、司会である中居も参加。
抽選によってオヤと1～4番席の役割を決めた後、テーマとそのテーマに沿った9個の項目を提示、オヤはその中から1つを選択する。
その後1番席から順にオヤが書いていないと思う項目を選んでいく、1個クリアするごとに10点、20点・・・と獲得できる点数が増えていく。
オヤが書いた項目を選んでしまったチームはドカンとなりこれまでの得点が全て没収、さらに電気イス「ボク生きチェアー」に座る罰ゲームがある。
誰かがドカンした場合はオヤに50点が加算、誰もドカンせずに2巡した場合は親がドカンとなりボク生きチェアーに座らなければならない。
後に、出演者以外全てをリニューアル。様々な境界線を見定める「境界線クイズ」のみを数問実施する形式となった。

#### 境界線クイズ
最初にテーマを発表。人やモノが横一列に並べられる。主なものとしては以下のとおり。
- 本物の女性とニューハーフの境界線
- 本物の女子高生と小学生・成年女性との境界線（この企画の場合、大人っぽく見える小学生・若く見える成年女性が登場するため、それと分かるとどよめきが起こる）
- ダイエット成功者とそれ以外の境界線（ダイエット成功者以外のダミーには、カツラ着用者等がいた）

トークなどでそれぞれがどちらの種類なのかを見定めて、どこから人（モノ）の種類が変わるのか、正しいと思うところに1本（問題によっては2本）の境界線を引く。

### サタ☆スマスペシャル 中居正広のボク生き!境界線超特大号
レギュラー放送終了後、1999年から『サタ☆スマ』のスペシャルとして、2002年年始まで毎年、春・秋・年末年始などにこのタイトルで放送されていた。『サタ☆スマ』が『デリ!スマ』になった後は、全くの別番組と考えられていたためか、行われなかった。
内容は第2期後半同様、様々な「境界線クイズ」を出題（例/どこからが「おばさんとお姉さんとの境界線なのか?」など）。さらに、香取慎吾がロケに赴き、大食い等をどこまで出来たかを見定める問題も出題された。その際、香取には過酷なトレーニングが課せられることも（時にはチャレンジ内容と関係のないことも）ある。また、監視の黒服にたてつくこともしばしば。
また、ラストクイズでは境界線を2本当てなければならないが、それまでの正解時の得点が100点単位に対し正解すれば100兆点や1京点がもらえ、全チームに優勝の可能性が発生するのがお約束だった。

### 境界線クイズ2016

#### SMAP×SMAP Presents 復活!境界線クイズ2016
- 2016年4月25日放送の『SMAP×SMAP』で放送。司会は草彅・香取・稲垣の3人で、中居の出演は無かった。
- 問題は「成人女性と小学生」、「整形美人とナチュラル」、「ジェンダーレス男子と女性」の計3問で、いずれの問題も境界線を2本当てる。
- 解答者は2016年4月期放送の連続ドラマ3番組の出演者各3名に助っ人芸人1組を加えた番組チーム対抗戦で、優勝番組には焼肉弁当が贈呈された。

#### SMAPバラエティ つよしんごろうの境界線クイズ2016スペシャル!!!
- 2016年6月27日（月）の21:00 - 22:48に特別番組として放送。司会は4月に続き草彅・香取・稲垣で、中居の出演は無かった。これは、4月と今回の復活放送が1月のSMAP解散騒動（後に解散を正式発表）の影響を受け、従来の『SMAP×SMAP』の企画収録が減少したためである。
- 問題は「アラサー男子と中学生」、「オーバー40美熟女と女子大生」、「整形美人とナチュラル美人」「-50kgダイエット美女とナチュラルボディ」、「ジェンダーレス男子と女性」の計5問でいずれも問題も境界線を2本当てる。
- 解答者は2016年7月期放送の連続ドラマ2番組・公開中の映画1作品の出演者各3名に助っ人芸人1組を加えた番組チーム対抗戦で、優勝番組には焼肉弁当100人前が贈呈される。

## スタッフ
- 構成：鶴間政行、安達元一、齋藤貴義、鈴木おさむ
- スーパーバイザー：深瀬雄介、きくち伸
- 技術：共同テレビジョン
- TD：佐々木信一
- SW：菅野恒雄
- CAM：秋山透
- AUD：斉藤哲史
- LD：八木原伸治
- ロケ技術：共同テレビジョン取材技術部
- 音響効果：西野有彦（4-Legs）
- DJ：安本ヒロユキ（ボク生きIIのみ）
- 美術制作：重松照英
- デザイン：水上啓光
- 美術進行：大野恭一郎
- 大道具：中山寛之
- 装飾：田村健治
- 衣裳：佐藤孝二
- 電飾：弧原大裕
- アクリル装飾：永山淳
- タイトル：岩崎光明
- CG：近藤研策、岡本英士
- スタイリスト：宇都宮いく子（中居正広担当）
- 編集：木村秀雄、三ツ井章文、三沢祐大、加賀学／ギヴアンドテイク
- MA：高橋誠一郎
- マルチ：メディアクリエイティブジャパン
- 広報：稲葉匡信、矢崎かおり
- TK：楮本真澄、平井冴子
- 連絡：松本明美、小倉洋子
- ディレクター：渡辺俊介、林田竜一、鈴木寿一、徳光芳文、金子剛、吉田雅司
- 演出：坪田譲治
- プロデューサー：荒井昭博、原田冬彦
- 制作協力：ジャニーズ事務所
- 制作：フジテレビ第二制作部
- 制作著作：フジテレビ

| フジテレビ系列 水曜19時台後半枠 【当番組のみクイズ番組】          | フジテレビ系列 水曜19時台後半枠 【当番組のみクイズ番組】 | フジテレビ系列 水曜19時台後半枠 【当番組のみクイズ番組】 |
| 前番組                                                            | 番組名                                                   | 次番組                                                   |
| ----------------------------------------------------------------- | -------------------------------------------------------- | -------------------------------------------------------- |
| るろうに剣心 -明治剣客浪漫譚- ※火曜19:30枠へ移動、 ここまでアニメ | 中居正広の ボクらはみんな生きている                      | どっきりドクター ※再びアニメ                             |